# Borduleakî, Brodî
Borduleakî (în ucraineană Бордуляки) este un sat în comuna Stanislavciîk din raionul Brodî, regiunea Liov, Ucraina.

## Demografie
Componența lingvistică a localității Borduleakî
     Ucraineană (100%)
Conform recensământului din 2001, toată populația localității Borduleakî era vorbitoare de ucraineană (100%).